# Francesc Canals Frontera
Francesc Canals Frontera (Santa Maria del Camí, 1943 - Binissalem ?) va ser un historiador balear.
Es llicencià en història a la Facultat de Filosofia i Lletres de Palma. És autor dels llibres "Aproximació socio.econòmica a Binissalem en el segle XVI" (1989) i "23 judicis a Binissalem entre els anys 1379-1382" (1996). També va publicar diversos articles de recerca històrica a publicacions especialitzades.